# Kent Larsson (roddare)
Kent Larsson, född 3 december 1951 i Borås, död 21 oktober 2019 i Borås, var svensk roddare och olympier. Han representerade Sverige vid OS i Moskva 1980 där han stråkade Sveriges fyra utan. Från aktern räknat satt Larsson, Pär Hurtig, Jan Niklasson och Göran Johansson. Båten kom på tionde plats. 
På klubbnivå representerade han Öresjö SS. 
Inför VM 1981 ställde Svenska roddförbundet ultimatumet att de uttagna roddarna i fyra utan skulle sluta snusa för att få åka. Roddarna vägrade. Snusstrejken uppmärksammades medialt.  Året efteråt blev de återigen uttagna till VM och fick åka. Snusandes.